# Raionul Cetatea Albă
Raionul Cetatea Albă este un raion al regiunii Odesa din Ucraina, format în 2020. Reședință este orașul Cetatea Albă.